# 桑乔一世 (莱昂)
桑喬一世（西班牙語：Sancho I，—966年），被稱為胖子，是萊昂國王拉米罗二世的兒子。956年他繼任他同父異母的兄弟奥多尼奥三世，並統治直到他去世，除了958年到960年這兩年的中斷，當時邪恶的奥多尼奥篡奪王位。桑喬是潘普洛納的桑乔一世與托达·阿斯纳雷斯的外孫。
起初，桑喬與951年繼承他們父親的奥多尼奥三世發生爭鬥。當奥多尼奥去世後，他取得了空缺的王位，但僅僅兩年後，他被卡斯蒂利亞的费尔南·冈萨雷斯伯爵所帶領的貴族廢黜了，原因是他極度的肥胖。
在他流亡安達盧斯的期間，根據多奇的說法，桑喬透過哈斯戴·伊本·夏普鲁特的治療，設法消去一些他的部份腰圍。在此同時，他開始為收回自己的王位努力。他首先找上他的祖母托達尋求協助；接著他與摩爾人締結一項條約，並在萊昂與納瓦拉貴族的幫助下，959年他取得了薩莫拉，隨後並很快的收回他的王位。
由於他沒有遵守他與穆斯林之間的條約，他得到的報復是經歷了許多侵襲的懲罰。在他最後幾年的統治，明顯的增長卡斯蒂利亞與加利西亞貴族的獨立性。他被毒藥殺害，而他的兒子拉米罗三世繼承他。